# Premi José Craveirinha de Literatura
El premi José Craveirinha de Literatura, instituït per l'AEMO (Associação dos escritores Moçambicanos) i patrocinat per HCB (Hidroeléctrica da Cahora Bassa), és atribuït als autors moçambiquesos, en els gèneres de poesia, ficció narrativa i drama. El premi homenatja l'escriptor José Craveirinha (1922-2003).

## Guardonats
| Any  | Autor                       | Llibre                                 |
| ---- | --------------------------- | -------------------------------------- |
| 2003 | Paulina Chiziane            | Niketche: Uma História de Poligamia    |
| 2004 | Eduardo White Armando Artur | 'Vinte e Quatro Poemas, de Malangatana |
| 2005 | João Paulo Borges Coelho    | As visitas do Dr. Valdez               |
| 2006 | João Paulo Borges Coelho    | Crónica da Rua 513.2                   |
| 2007 | Ungulani Ba Ka Khosa        | Os sobreviventes da noite              |
| 2008 | Desconegut                  |                                        |
| 2009 | Aldino Muianga              | Contravenção                           |
| 2010 | Calane da Silva             |                                        |
| 2011 | Lília Momplé                | Ninguém Matou Suhura                   |
| 2012 | Desconegut                  |                                        |
| 2013 | Desconegut                  |                                        |
| 2014 | Luís Bernardo Honwana       | Nós Matámos o Cão-Tinhoso              |
| 2015 | Desconegut                  |                                        |
| 2016 | Fátima Mendonça             |                                        |